# Huntington Bancshares
Huntington Bancshares est une banque dont le siège social est situé à Columbus, dans l'Ohio. Ses actifs se chiffrent en 2015 à environ 69 milliards de dollars, avec près de 750 agences et 1 500 distributeurs automatiques. Elle est essentiellement présente dans l'Ohio avec près de 400 agences, dans le Michigan avec une centaine d'agence et dans une moindre mesure en Pennsylvanie, dans l'Indiana et en Virginie-Occidentale.

## Histoire

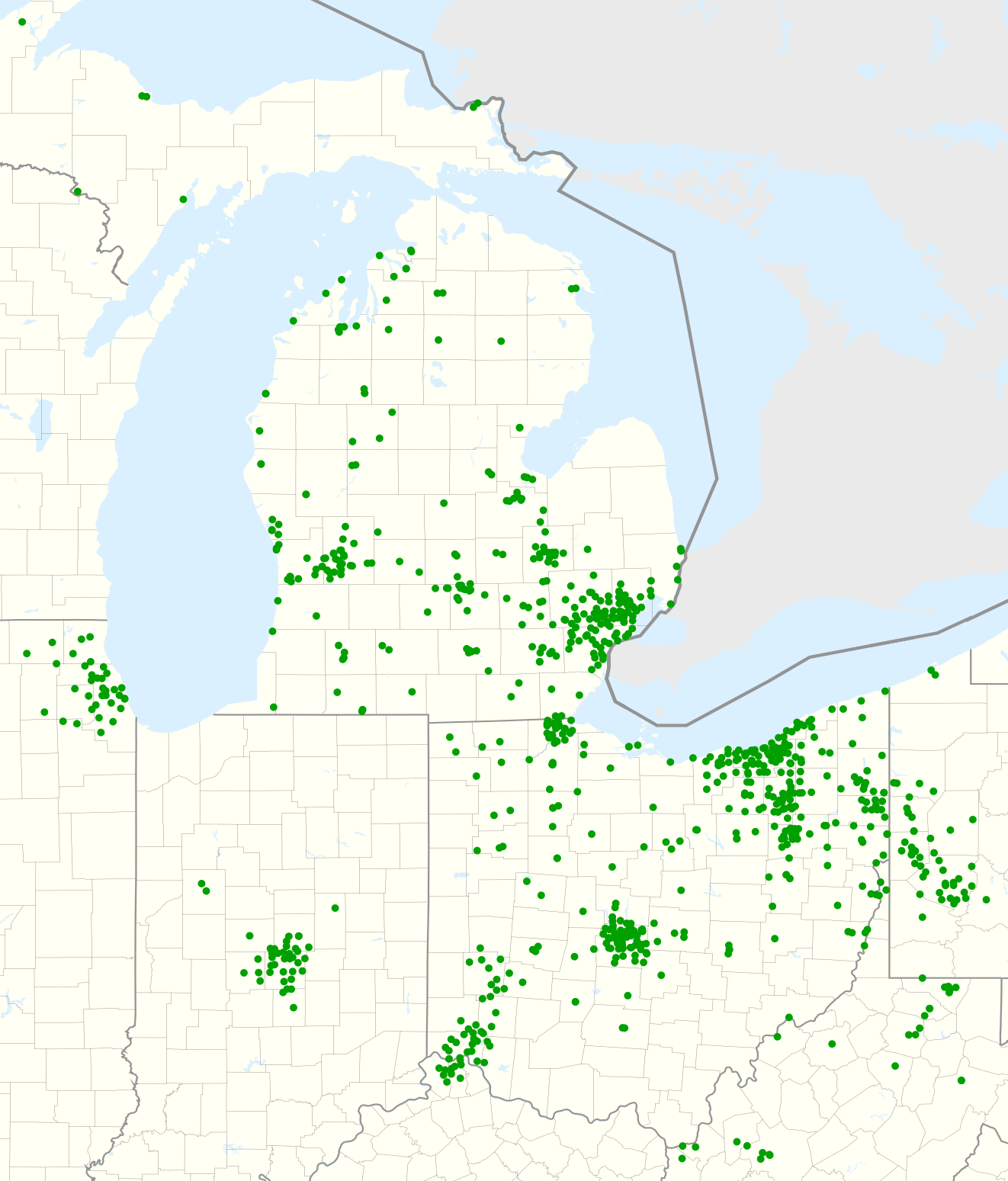
Carte des agences de Huntington en 2021 avant l'intégration de TCF.

En janvier 2016, Huntington Bancshares annonce l'acquisition FirstMerit Corp, une banque américaine également présente essentiellement dans l'Ohio, qui possède au total 360 agences et 400 distributeurs automatiques. L'ensemble créerait la banque la plus importante de l'Ohio, avec de plus de 100 milliards de dollars d'actifs.
En décembre 2020, Huntington Bancshares annonce l'acquisition pour 6 milliards de dollars en action de TCF, banque basée à Détroit et présente notamment à Détroit, Chicago, à Minneapolis et à Denver,.